# Droog heischraal grasland

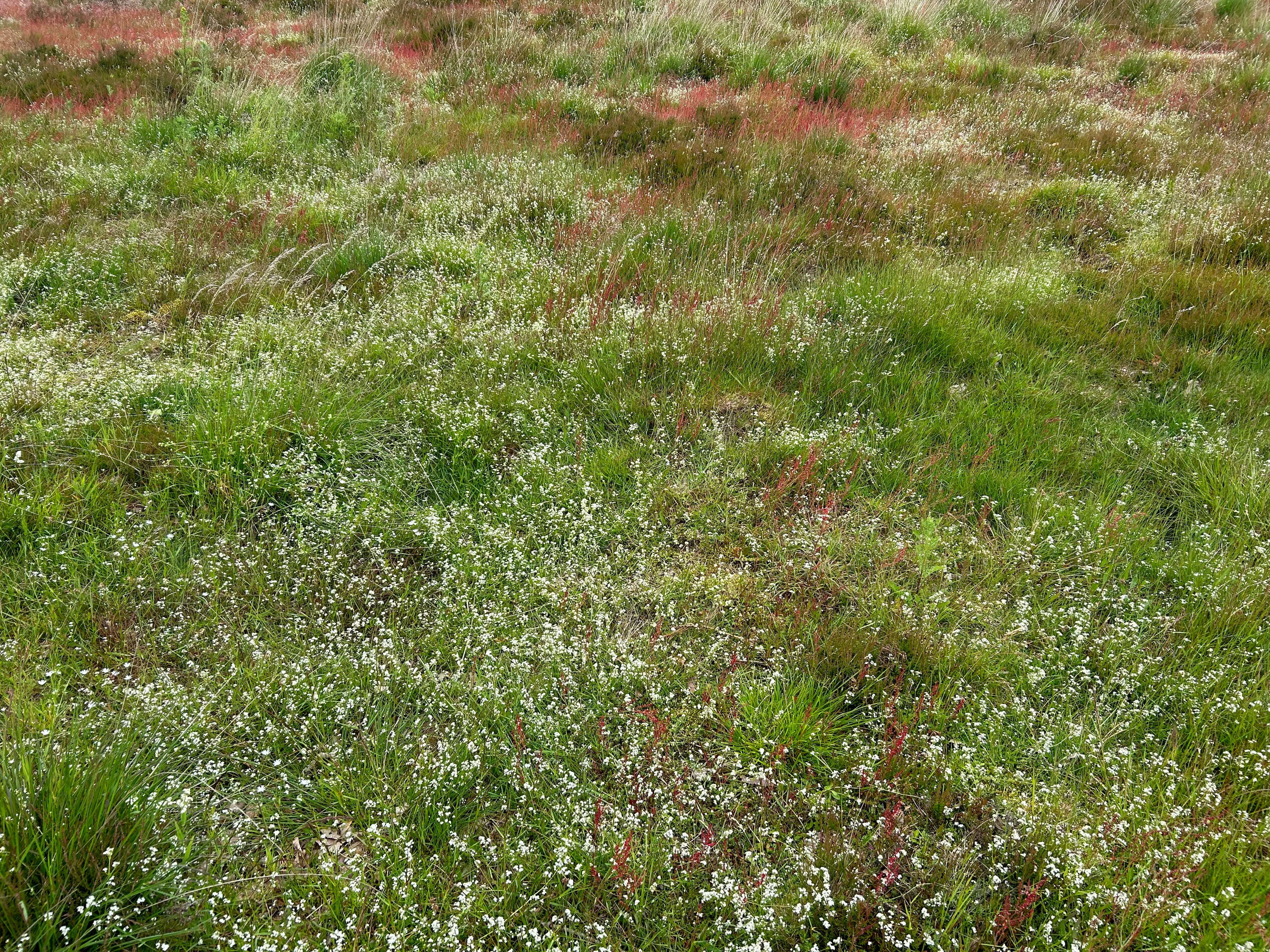
Droog heischraal grasland van de associatie van liggend walstro en schapengras.

Het droog heischraal grasland is een karteringseenheid in de Biologische Waarderingskaart (BWK) van Vlaanderen en het Brussels Hoofdstedelijk Gewest met als code 'hn'.
In de vegetatiekunde wordt dit biotoop vertegenwoordigd door verschillende plantengemeenschappen uit de klasse van heischrale graslanden (Nardetea).
Het droog heischraal grasland staat gewaardeerd als 'Biologisch zeer waardevol'.

## Naamgeving, etymologie en codering
- BWK-code: hn
- Syntaxoncode (Nederland): 19Aa01 Associatie van liggend walstro en schapengras (Galio-Festucetum ovinae), 19Aa03 Associatie van maanvaren en vleugeltjesbloem (Botrychio-Polygaletum), 19Aa04 Associatie van betonie en gevinde kortsteel (Betonico-Brachypodietum), 19RG01 Rompgemeenschap van borstelgras (Nardus stricta-[Nardetea])
- Natura 2000 code: 6230 - Soortenrijke heischrale graslanden op arme bodems van berggebieden (en van submontane gebieden in het binnenland van Europa), subtype droge heischrale graslanden (6230_hn)
- Corine biotope: 35.11 Gazons à Nard raide
- Eunis Habitat Types: E3.71 Nardus stricta swards

## Kenmerken
Droge heischrale graslanden worden aangetroffen op droge, voedselarme, meestal zure plaatsen op zand- of leembodems. Dit soort vegetaties ontstaat meestal door zware ingrepen - maaien, beweiden, plaggen, afbranden - in droge of vochtige heivegetaties. 
Op deels verzuurde, kalkhoudende bodems kan een zeer specifieke vegetatie voorkomen met zowel soorten van droge heischrale graslanden, als van kalkgraslanden.
Net als in heivegetaties kan in dit vegetatietype een struiklaag ontwikkeld zijn, met dwergstruiken als gewone dophei, maar de grassen en grasachtige planten zijn dominant. De boom- is afwezig, en de moslaag is meestal beperkt.

### Soortensamenstelling
Indicatieve soorten voor het droog heischraal grasland op zure zandbodem zitten vooral bij de grassen en grasachtigen. Bij de droog heischraal grasland op kalkhoudende bodem zijn kruidachtige planten meer vertegenwoordigd:
| Indicatief / Begeleidend | Triviale naam         | Botanische naam       | Opmerking                                  | Afbeelding |
| ------------------------ | --------------------- | --------------------- | ------------------------------------------ | ---------- |
| I                        | Borstelgras           | Nardus stricta        | Ook in vochtig heischraal grasland         |            |
| I                        | Tandjesgras           | Danthonia decumbens   | Ook in vochtig heischraal grasland         |            |
| I                        | Hondsviooltje         | Viola canina          |                                            |            |
| I                        | Mannetjesereprijs     | Veronica officinalis  |                                            |            |
| I                        | Veelbloemige veldbies | Luzula multiflora     | Ook in vochtig heischraal grasland         |            |
| I                        | Liggend walstro       | Galium saxatile       |                                            |            |
| I                        | Fijn schapengras      | Festuca filiformis    |                                            |            |
| I                        | Pilzegge              | Carex pilulifera      |                                            |            |
| I                        | Betonie               | Stachys officinalis   | Op kalkhoudende bodem                      |            |
| I                        | Gevinde kortsteel     | Brachypodium pinnatum | Op kalkhoudende bodem, ook op kalkgrasland |            |
| I                        | Gelobde maanvaren     | Botrychium lunaria    | Op kalkhoudende bodem                      |            |
| I                        | Kleine pimpernel      | Sanguisorba minor     | Op kalkhoudende bodem, ook op kalkgrasland |            |
| I                        | Kleine bevernel       | Pimpinella saxifraga  | Op kalkhoudende bodem                      |            |
| I                        | Bevertjes             | Briza media           | Op kalkhoudende bodem                      |            |
| I                        | Ruige leeuwentand     | Leontodon hispidus    | Op kalkhoudende bodem                      |            |
| I                        | Spits havikskruid     | Hieracium lactucella  | Op kalkhoudende bodem                      |            |
| I                        | Voorjaarszegge        | Carex caryophyllea    | Op kalkhoudende bodem                      |            |
| I                        | Zeegroene zegge       | Carex flacca          | Op kalkhoudende bodem                      |            |

Voor een compleet overzicht van de indicatieve soorten en begeleidende soorten, zie vermelde plantengemeenschappen.

## Verspreiding en voorkomen
Droge heischrale graslanden zijn in Vlaanderen in essentie beperkt tot de Kempen, alhoewel er enkele voorbeelden zijn van de oostelijke Leemstreek en de Zandleemstreek.
Dergelijke graslanden op kalkhoudende bodem komen enkel voor in het zuidoosten van de provincie Limburg.